# Liudmila Parfiónova
Liudmila Parfiónova (en ruso: Людмила Парфенова; 7 de enero de 1950) es una deportista soviética que compitió en remo.Ganó una medalla de plata en el Campeonato Mundial de Remo de 1978 y una medalla de bronce en el Campeonato Europeo de Remo de 1973.

## Palmarés internacional
| Campeonato Mundial | Campeonato Mundial        | Campeonato Mundial | Campeonato Mundial       |
| Año                | Lugar                     | Medalla            | Prueba                   |
| ------------------ | ------------------------- | ------------------ | ------------------------ |
| 1978               | Cambridge (Nueva Zelanda) | Medalla de plata   | Doble scull              |
| Campeonato Europeo |                           |                    |                          |
| Año                | Lugar                     | Medalla            | Prueba                   |
| 1973               | Moscú (URSS)              | Medalla de bronce  | Cuatro scull con timonel |